# Cirilo Volkmar Machado
Pour les articles homonymes, voir Machado.
Cyrillo Volkmar Machado (Lisbonne, 1748 - 1823), également écrit  Cirilo Volkmar Machado, est un peintre, sculpteur et architecte portugais. Il est considéré comme le premier historien de l'art portugais,.

## Biographie
Il a vécu entre 1748 et 1823, il a été un disciple de son oncle, João Pedro Volkmar, a étudié à Rome et, à son retour au Portugal, a tenté de créer une « Académie du nu ». Il a peint des panneaux et des plafonds dans des églises, des palais, des maisons nobles et des bâtiments publics. 
Il a également exécuté quelques peintures dans le cadre du remodelage du Palais national de Mafra, du Palacio do Grilo, et du Palais national d'Ajuda, à savoir certains plafonds. Dans les travaux du Palais d'Ajuda, il a toujours été consulté sur les aspects liés à la peinture et à l'architecture, ayant présenté un projet de finition de la façade.
Il a rassemblé une vaste collection de souvenirs de peintres, de sculpteurs et d'architectes travaillant au Portugal, qui a été publiée à titre posthume dans un livre Collections de souvenirs de la vie des peintres, sculpteurs, architectes et graveurs portugais et étrangers qui seront au Portugal. Il a été partenaire correspondant de l'Académie Tubucienne des Abrantes, fondée en 1802.

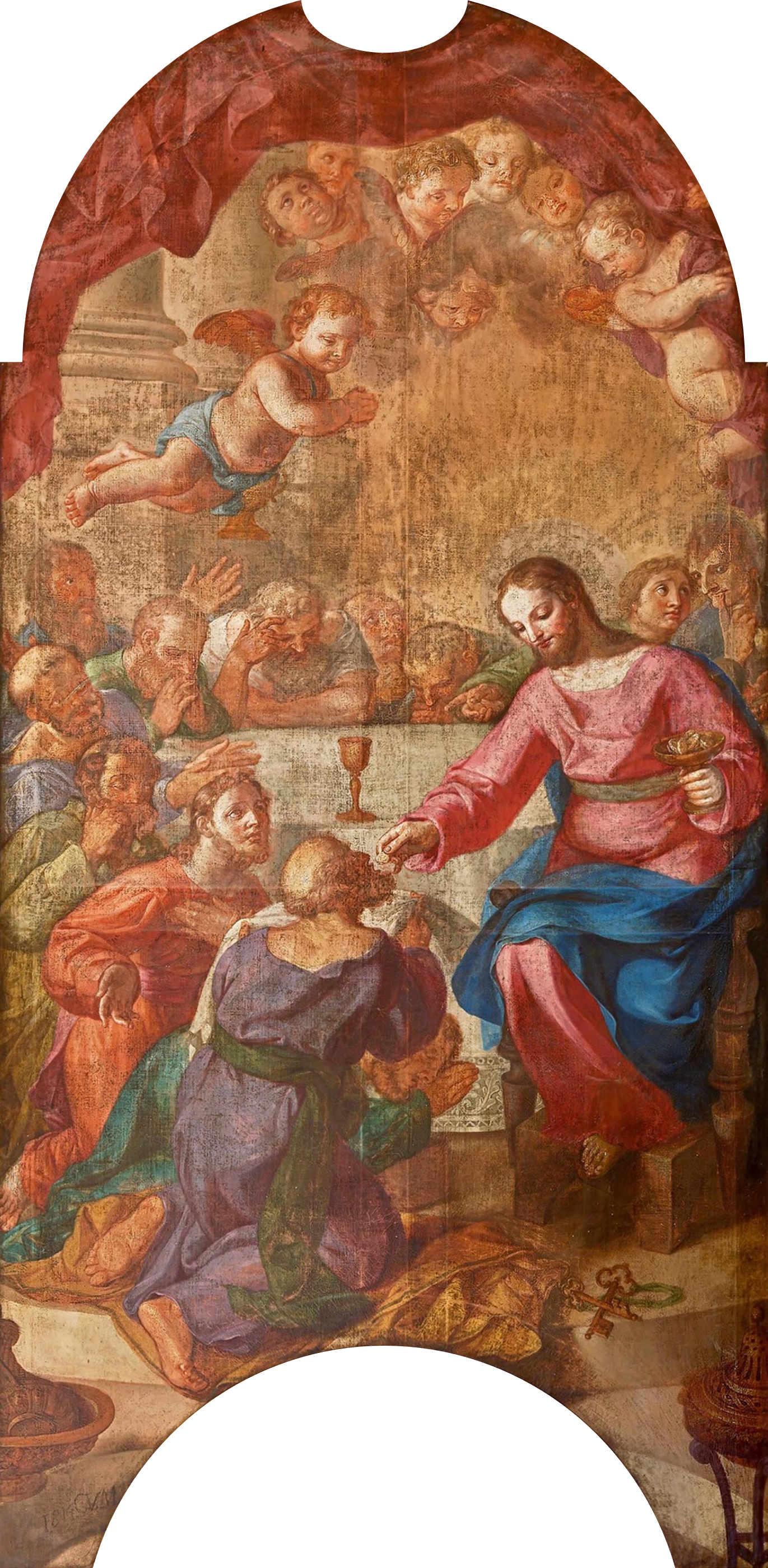
Dernière Cène, 1814, Église de São Sebastião da Pedreira, Lisbonne

Cet ouvrage n'étant pas publié, l'éditeur a écrit au début de ce livre :
« Nous pensons rendre à la Patrie, et à la Gloire Nationale quelque service en publiant ces Mémoires, que son Auteur a recueillies avec beaucoup de travail, et que sa modestie, son rétrécissement enatural n'a pas osé publier de son vivant. Personne ne peut douter qu'il y a très peu de nouvelles, et même inédites, de tous ces Artistes, qui ont anobli la Nation par leurs Œuvres, lorsque les Vasaris, les Sopranes Rafaeis, les Rossis, Léonardos da Vinci, et les Palominos se sont occupés de laisser un précieux monument à la postérité, il y a eu parmi nous le silence le plus ingrat, ne perpétuant pas en eux le souvenir de nombreux Portugais indignes. »

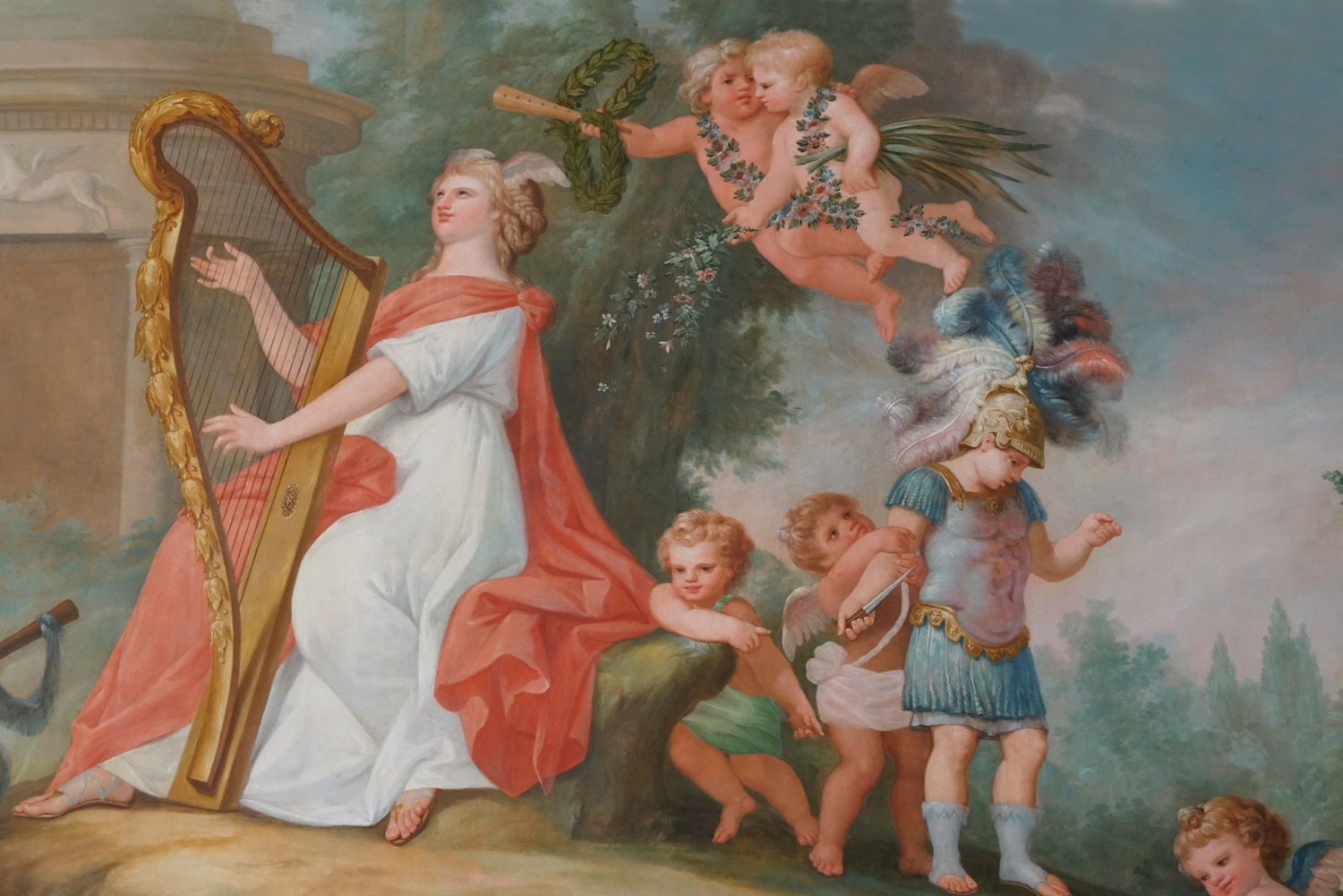
Peinture murale sur le plafond de la salle de l'Académie

Cyrillo Volkmar Machado est le titre de la 27e lettre que le comte Atanazy Raczyński, représentant du gouvernement prussien au Portugal, a écrite dans son manuscrit sur l'art au Portugal.

## Œuvres écrites
- Collecção de memórias, relativas às vidas dos pintores, e escultores, architetos, e gravadores portugueses, e dos estrangeiros, que estejam em Portugal, Lisbonne, Victorino Rodrigues da Silva Press, 1823.
- Lisbonne, Of. de Simão Thaddeo Ferreira, 1794-1798.
- Nouvelle académie de peinture : dédiée aux dames portugaises qui aiment ou s'appliquent à l'étude des Beaux-Arts Lisbonne, Imprimé par Regia, 1817.